# Julian Alfred Steyermark
Julian Alfred Steyermark (27 de enero de 1909, St. Louis, Misuri - 15 de octubre de 1988) fue un botánico estadounidense. fueron sus padres Leo L. Steyermark y Mamie I. Isaacs.
Se focalizó en la flora del Nuevo Mundo, especializándose en la familia de las rubiáceas.

## Biografía
Fue único hijo del hombre de negocios Leo L. Steyermark y de Mamie I. Isaacs. Estudió en el Colegio Henry Shaw de Botánica, de la Universidad de Washington, donde completó su doctorado en 1933. Vivió buena parte de su vida en Venezuela, país al que hizo grandes contribuciones científicas y en el campo de la conservación. Varios parques nacionales venezolanos fueron declarados gracias a sus ideas, basadas en sus conocimientos de biogeografía botánica.
Sus principales obras fueron Flora de la Guayana Venezolana, Flora de Missouri, Flora de Guatemala. Durante su vida, colectó más de 130.000 especímenes de veintiséis países, teniendo una entrada en el Libro Guinness de los récords. Hizo las descripciones iniciales de 2.392 taxones de plantas, con una familia, 38 géneros y 1.864 especies.

## Otras publicaciones
- Flora of Missouri. 1963. Ames, Iowa: The Iowa State University Press. ISBN 0-8138-0655-0
- Bromeliaceae of Venezuela. Con Francisco Oliva-Esteva. 1987. Caracas, Venezuela: Gráficas Armitano, C. A. ISBN 980-2016-020-2

## Honores

### Epónimos
El género Steyermarkia Standl. 1940  fue nombrado en su honor.
Hay varias especies nombradas en su honor, como Minyobates steyermarki y Atractus steyermarki por Jánis Arnold Roze en 1958.
- La abreviatura «Steyerm.» se emplea para indicar a Julian Alfred Steyermark como autoridad en la descripción y clasificación científica de los vegetales.[3]

## Obras
- Flora de Missouri. 1963. Ames, Iowa: The Iowa State University Press. ISBN 0-8138-0655-0.